# Zavrh pri Borovnici
Zavrh pri Borovnici je najvišje ležeče naselje v Občini Vrhnika.